# Агітпароплав

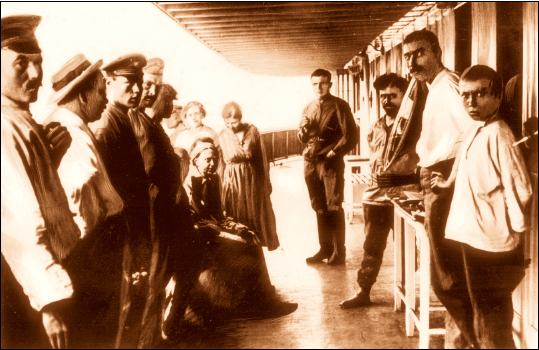
Н. К. Крупська з командою на «Червоній зірці»

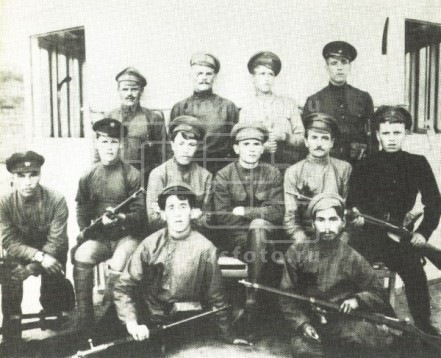
Червоноармійці «Червоної зірки»

Агітпароплав — один із мобільних засобів радянської пропаганди на початку 1920-их років. Пароплав спеціально облаштовувався обладнанням для агітаційно-масової і організаційної роботи РКП(б) та Радянської влади в роки Громадянської війни.
На території Росії діяли наступні агітпароплави:
- «Червона зірка» — у липні-серпні 1921 року перебував на Камі у межах сучасної Удмуртії. На його борту перебували Н. К. Крупська, В. М. Молотов та М. М. Крестинський.
- «Володарський» — у липні 1921 року перебував у Сарапулі та Іжевську.

Агітпоїзд включав політвідділ, бюро скарг, інформаційний відділ, редакцію, друкарню, кіноустановку, книжковий магазин, радіостанцію. Членами агітколективів були працівники наркоматів, ВЦСПС, ЦК РКСМ, представники Вищої військової інспекції, Держконтролю, Спілки журналістів, Московської та Петроградської Рад бюро РОСТу. Учасники виступали з лекціями, проводили мітинги, брали участь у роботі місцевих партійних організацій та радянських органів влади. В умовах слабкого зв'язку Центра з місцями агітпоїзд був формою керівництва місцевими органами влади, засобом їх укріплення, працювали на мобілізацію сил і засобів на допомогу фронту.